# 达律斯·米约
达律斯·米约（法語：Darius Milhaud，法語發音：[daʁjys mijo]，1892年9月4日—1974年6月22日），犹太血统的法国作曲家，六人团成员之一。

## 生平
米约生于普罗旺斯地区艾克斯一个犹太人家庭，1909年进入巴黎音乐学院，老师包括丹第和维多尔等。后来担任法国驻里约热内卢使馆随员。返回巴黎后成为包括了弗朗西斯·普朗克和阿尔蒂尔·奥涅格等人的六人团成员。1940年移居美国并在美国教书。1974年在日内瓦逝世。
米约因为患风湿病，长期以轮椅代步。

## 音乐
米约是20世纪产量最大的作曲家之一，他的风格深受爵士乐以及六人团成员普遍偏爱的新古典主义乐派的影响。代表作包括爵士风格的芭蕾《屋顶上的牛》（即《无事酒吧》）等。